# Piper stenophyllum
Piper stenophyllum är en pepparväxtart som beskrevs av C. Dc.. Piper stenophyllum ingår i släktet Piper och familjen pepparväxter. Inga underarter finns listade i Catalogue of Life.